# 瓦西里夫卡 (霍爾諾斯塔伊夫卡市鎮)
46°50′58″N 34°7′9″E / 46.84944°N 34.11917°E
瓦西里夫卡（烏克蘭語：Василівка）是位於烏克蘭南部的村莊，由赫爾松州卡霍夫卡區的霍爾諾斯塔伊夫卡市鎮負責管轄。該村始建於1898年，面積19平方公里，海拔高度57米，2001年人口170，人口密度每平方公里8.95人。